# Adele Lewing
Adele Lewing (6 de agosto de 1866-16 de febrero de 1943) fue una pianista y compositora alemana.

## Primeros años y educación
Lewing nació en Hannover en 1868. Fue educada en música clásica por su abuelo, A. C. Prell, principal violonchelista de la Niedersächsisches Staatsorchester Hannover, alumno de Bernhard Romberg; y en piano por Johannes Moeller, alumno de Ignaz Moscheles. A los 14 años hizo su primera aparición en público. Más tarde, fue alumna de Carl Reinecke y Salomon Jadassohn en el conservatorio de Leipzig, estudiando también armonía con este último. Reinecke seleccionó a Lewing para tocar la primera sonata para violonchelo de Mendelssohn en la celebración de Mendelssohn, y también fue elegida para tocar la suite en fa menor de Haendel en un concierto en honor del rey de Sajonia. El 30 de abril de 1884 Lewing tocó el concierto de Beethoven en sol mayor, en su primera aparición en el examen público de la Gewandhaus de Leipzig. Reinecke seleccionó a Lewing para tocar su quinteto, Op. 82, en otro concierto el 10 de mayo de 1884. En su último concierto de examen público, tocó el concierto de Beethoven en mi bemol mayor, y se graduó en el Real Conservatorio de Leipzig "con altos honores".
Lewing continuó sus estudios en Viena, piano con Theodor Leschetizky, y composición con Robert Fuchs. Compuso música para piano y Lieder. 

## Carrera profesional
Llegó a Estados Unidos sin ser anunciada, formó una clase de alumnos de piano en Chicago y dio su primer concierto público en esa ciudad el 7 de diciembre de 1888 en el Weber Music Hall. Tocó ante el Club de Artistas, en los conciertos de Haymarket y en muchos otros. El 27 de junio de 1889, tocó ante la Asociación de Profesores de Música del Estado de Indiana. El 5 de julio de 1889, tocó en la 13.ª reunión de la Asociación Nacional de Profesores de Música, en Filadelfia, y en agosto del mismo año, dio una serie de recitales de piano en el Casino Elberon de Nueva Jersey. Su gira de conciertos por Boston, Filadelfia, San Luis y otras ciudades tuvo lugar a principios de mayo de 1890. Lewing también era compositora y, en su juventud, escribía poesía. Lewing siguió actuando en la radio a lo largo de los años veinte y hasta principios de los treinta.

## Vida personal
En 1900 en Harlem, Lewing se casó con Benjamin W. Stiefel, profesor del Colegio de Médicos y Cirujanos. Se conocieron cuando ella era estudiante en el Conservatorio de Leipzig 15 años antes. Tuvieron una hija en 1904.
Stiefel murió el 16 de febrero de 1943 en la ciudad de Nueva York, Nueva York.